# Juniperus navicularis
Juniperus navicularis ist eine Pflanzenart, die zur Gattung Wacholder aus der Familie der Zypressengewächse (Cupressaceae) gehört. Sie kommt nur in Portugal vor.

## Beschreibung
Juniperus navicularis bildet schmale Sträucher, die Wuchshöhen von bis zu 2 Meter erreichen. Die braune Stammrinde löst sich in dünnen Schichten ab. Die Äste sind etwas hängend. Die nadelförmigen Blätter sind 4 bis 12 Millimeter lang und 1 bis 1,5 Millimeter dick und sind an der Spitze stumpf mit aufgesetzter Stachelspitze. Die Oberseite besitzt zwei parallele, grünblau-bereifte Bänder mit Poren. Die Blätter stehen meistens zu dritt in Wirteln.
Die Zapfen sind achselständig angeordnet. Die männlichen Zapfen stehen einzeln. Die weiblichen Samenzapfen sind 7 bis 10 Millimeter lang. Sie reifen innerhalb von zwei Jahren und sind kugel- bis birnenförmig. Sie verfärben sich von gelblich im unreifen Zustand bis rot oder kupferrot bei Reife. Die Zapfen enthalten meist drei Samen.

## Vorkommen
Juniperus navicularis besitzt ein begrenztes Verbreitungsgebiet und besiedelt zusammen mit Kiefern pliozäne Sandböden nahe der Meeresküste des westlichen Portugals bis zum südlichen Spanien. Da diese Standorte von Menschen kaum genutzt werden und diese Wacholderart dort häufig vorkommt, scheint keine Gefährdung vorzuliegen.

## Systematik
Juniperus navicularis wird innerhalb der Gattung Juniperus der Sektion Juniperus zugeordnet. DNA-Sequenzierungen weisen den Kurzblättrigen Wacholder (Juniperus brevifolia) als verwandte Art aus. Juniperus navicularis wurde ursprünglich als Subtaxon von Juniperus oxycedrus L. geführt; dann aber auf Grund von Blattöl- und RAPD-Untersuchungen als eigene Art definiert. Synonyme sind Juniperus oxycedrus subsp. transtagana Franco und Juniperus oxycedrus L. var. transtagana (Franco) Silba.